# If I Rise
"If I Rise" é uma canção do compositor indiano A. R. Rahman com a participação da cantora britânica Dido, gravada para a banda sonora 127 Hours: Music from the Motion Picture. O vídeo musical estreou a 18 de Fevereiro de 2011 no sítio na Internet do The Wall Street Journal, com imagens retiradas também do filme 127 Horas. A música chegou a receber nomeações para os Óscares na categoria para Melhor Canção Original.

## Prémios e nomeações
| Categoria                                                                  | Resultado |
| -------------------------------------------------------------------------- | --------- |
| Óscar de melhor canção original                                            | Indicado  |
| Critics Choice Award de Melhor Canção                                      | Venceu    |
| Denver Film Critics Society Award para Best Song                           | Venceu    |
| Houston Film Critics Society Award para Best Original Song                 | Indicado  |
| Las Vegas Film Critics Society Award para Best Song                        | Indicado  |
| Satellite Award para Best Original Song                                    | Indicado  |
| World Soundtrack Award para Best Original Song Written Directly for a Film | Indicado  |